# يانغي مريشكار
يانغي مريشكار هي مدينة ومركز مقاطعة مريشكار في ولاية قشقداريا في أوزبكستان.